# Dan Tieman
Daniel Theodore "Dan" Tieman (nacido el 30 de noviembre de 1940 en Covington, Kentucky y fallecido el 30 de octubre de 2012 en Park Hills, Kentucky) fue un jugador y entrenador de baloncesto estadounidense que jugó una temporada en la NBA. Con 1,83 metros de estatura, lo hacía en la posición de base.

## Trayectoria deportiva

### Universidad
Jugó durante cuatro temporadas en los Saints del Villa Madonna College, ahora conocido como Thomas More College, donde acabó su carrera como el segundo mejor anotador de la historia de su universidad y el mejor en asistencias. Fue elegido en sus tres últimas temporadas en el mejor quinteto de la Kentucky Intercollegiate Athletic Conference, y ganó en 1960 el campeonato de la NAIA.

### Profesional
Tras no ser elegido en el Draft de la NBA de 1962, sí lo fue en el Draft de la ABL por los Kansas City Steers, pero mientras preparaba una prueba con el equipo, recibió la llamada de Charles Wolf, su entrenador en el instituto y que entonces dirigía a los Cincinnati Royals en la NBA, que necesitaba un base para su equipo. Jugó una temporada como suplente de Oscar Robertson, en la que promedió 1,2 puntos por partido.

### Entrenador
Tras dejar el baloncesto como jugador, en 1963 entró como entrenador asistente en su alma mater, donde permaneció 15 años, y también fue profesor y entrenador de baloncesto, béisbol y fútbol americano en su instituto Covington Catholic, donde desde 1985 fue el entrenador principal del equipo de baloncesto, consiguiendo 314 victorias, con un porcentaje de partidos ganados del 75%, retirándose en 2000.

## Estadísticas de su carrera en la NBA

### Temporada regular
| Temporada | Edad | Equipo            | Liga | Pos. | P  | TIT | MIN | TC  | TCA | %TC  | 2P  | 2PA | %2P  | TL  | TLA | %TL  | R.OF. | R.DEF. | REB | ASIS | FP  | PTS |
| 1962-63   | 22   | Cincinnati Royals | NBA  | PG   | 29 |     | 6.1 | 0.5 | 2.0 | .263 | 0.5 | 2.0 | .263 | 0.1 | 0.3 | .400 |       |        | 0.8 | 0.9  | 0.6 | 1.2 |
| Total     |      |                   | NBA  |      | 29 |     | 6.1 | 0.5 | 2.0 | .263 | 0.5 | 2.0 | .263 | 0.1 | 0.3 | .400 |       |        | 0.8 | 0.9  | 0.6 | 1.2 |